# Tatiana Salem Levy
Tatiana Salem Levy, né le 24 janvier 1979 à Lisbonne, est une traductrice et femme de lettres brésilienne. 
Ses parents étaient des juifs turcs établis au Portugal pendant la dictature militaire au Brésil de 1964 à 1985.
Elle étudia la littérature à l'université fédérale de Rio de Janeiro et l'université pontificale catholique de Rio de Janeiro. Elle a vécu aux États-Unis et en France.

## Prix
- Prêmio São Paulo, 2008
- Finaliste du Prêmio Jabuti[2]

## Œuvres
- Antologías : 
  - Paralelos, 2004
  - 25 Mulheres que Estão Fazendo a Nova Literatura Brasileira, 2005
  - Recontando Machado, 2008
- Dicionário Amoroso da Língua Portuguesa, 2009[3]
- A Experiência de Fora : Blanchot, Foucault e Deleuze, Relume Dumará, 2003
- A Chave de Casa, 2007
- Primos, Editora Record, 2010[4]
- Em Silêncio, Editoria Record, para 2011[5]